# Nicolas Jean-de-Dieu Soult

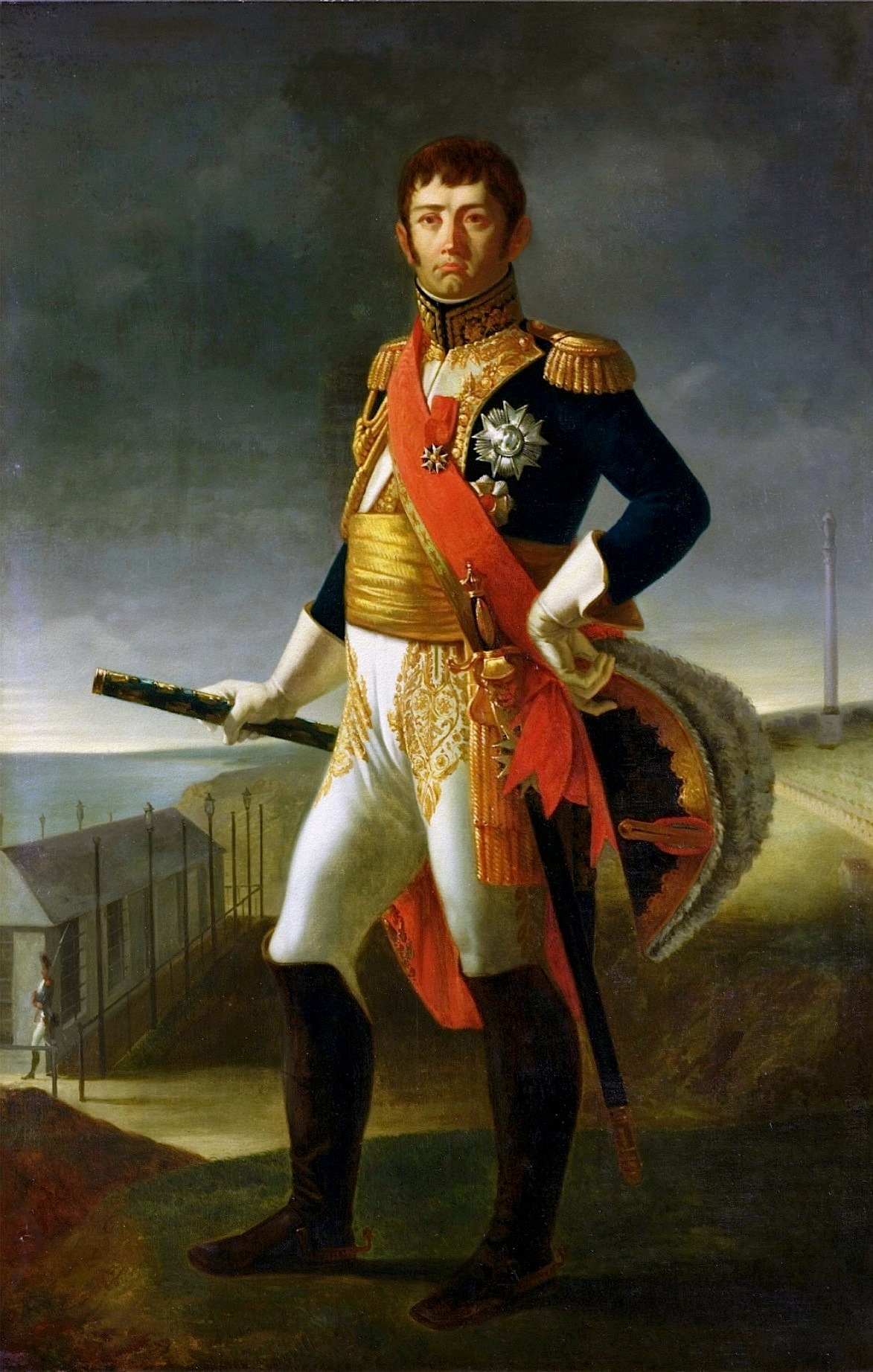
Nicolas Jean-de-Dieu Soult

Nicolas Jean-de-Dieu Soult, als duc de l'Empire 1e hertog van Dalmatië (Saint-Amans-la-Bastide, 29 maart 1769 - aldaar, 26 november 1851) was een Frans generaal (later maarschalk van Frankrijk) en politicus.

## Vroege militaire carrière
Soult was afkomstig uit de hogere middenklasse. Hij ontving een goede opleiding. Als gevolg van het overlijden van zijn vader in 1785 trad hij toe in het Franse leger. In 1791 werd hij, na zes jaar militaire dienst, bevorderd tot sergeant en werd hij instructeur van het Eerste Bataljon te Bas-Rhin. In 1792 werd hij luitenant. Zijn carrière verliep daarna zeer snel. In 1794 bereikte hij, na de Slag bij Fleurus, reeds de rang van brigadegeneraal.
De daaropvolgende vijf jaar was hij als militair actief in Duitsland. Hij vocht onder de generaals Jourdan, Moreau, Kléber en Lefebvre. In 1799 werd hij bevorderd tot divisiegeneraal en kreeg hij de opdracht om met zijn mannen Zwitserland binnen te trekken. Hier streden hij, generaal André Masséna en zijn mannen tegen de Oostenrijkers onder veldmaarschalk Friedrich Freiherr von Hotze. Tijdens een briljant offensief omsingelden de Franse troepen de Oostenrijkers die zich kort daarop overgaven.
Nadien ging Soult met Masséna naar Genua, waar hij Masséna's plaatsvervanger was als commandant van de Franse troepen. Tijdens de strijd raakte hij gewond en werd gevangengenomen (13 april 1800). In juni 1800 wonnen de Fransen onder generaal Napoleon Bonaparte de Slag bij Marengo en daarna werd Soult vrijgelaten. Ofschoon bevrijd door Napoleons mannen, had hij een hekel aan Napoleon. Soult was echter sluw en liet dit niet blijken. Napoleon bevorderde hem dan ook tot commandant van het militaire kamp te Boulogne.

## Maarschalk
In mei 1804 ontving Soult de maarschalksstaf en kon hij zich maarschalk van Frankrijk noemen. Tijdens de Slag bij Austerlitz onderscheidde Soult zich en droeg hij als commandant van een legerkorps bij tot de overwinning (1805).
Hij speelde een belangrijke rol in de Slag bij Friedland en trok met zijn manschappen naar Königsberg. Na de Vrede van Tilsit werd Soult in 1808 hertog van Dalmatië. Napoleon stuurde hem als bevelhebber van het Tweede Korps naar Spanje om daar te helpen bij de verovering van dat land. Hij won de Slag bij Burgos. In 1809 viel hij Portugal binnen en veroverde Porto. De Portugese generaal Silveira wist echter een verdere opmars te voorkomen. Door zijn successen dacht Soult dat hij een serieuze kandidaat zou zijn voor de Portugese troon, zover kwam het echter nooit. Wel haalde hij door zijn monarchistische denkbeelden de haat van de republikeinse officieren op de hals. De troepen onder generaal Arthur Wellesley sloegen echter terug en wisten Soult en zijn mannen uit Porto te verdrijven. Soult vluchtte met zijn mannen over de bergen; een pijnlijk moment tijdens zijn militaire carrière.
Na de Slag bij Talavera de la Reina (27 en 28 juli 1809) benoemde Napoleon hem tot opperbevelhebber met bijzondere volmachten van de Franse troepen in Portugal. Soult moest een verdere Brits/Spaanse opmars tegenhouden. Op 19 november 1809 won hij bij Ocaña. In 1810 viel hij Andalusië binnen dat hij grotendeels veroverde. In 1811 trok hij Extremadura binnen en veroverde Badajoz. In 1812, nadat de Hertog van Wellington had gewonnen, evacueerde hij uit Andalusië. In 1813 moest hij na meningsverschillen met koning Joseph Bonaparte van Spanje, uit Spanje vertrekken.

## Politicus
In 1814, nadat Napoleon troonsafstand had gedaan, verklaarde Soult zich royalist (aanhanger van het Huis Bourbon). Koning Lodewijk XVIII begiftigde Soult met de Orde van Saint-Louis en van 3 december 1814 tot 11 maart 1815 was hij minister van Oorlog. Na Napoleons terugkeer van Elba (1815) verklaarde hij dat hij een bonapartist was. Napoleon benoemde hem tot pair en werd stafchef van het Grande Armée te Waterloo. Tijdens de Slag bij Waterloo presteerde hij overigens beneden de maat.
Na de Slag bij Waterloo deed Napoleon definitief troonsafstand en werd naar Sint-Helena verbannen en Soult werd op zijn beurt verbannen uit Frankrijk. Hij vestigde zich in Düsseldorf. In 1819 kon hij naar Frankrijk terugkeren. In 1820 werd hij opnieuw maarschalk van Frankrijk. In 1827 werd hij pair (de benoeming door Napoleon in 1815 was door de koning ongedaan gemaakt) en betoonde zich een royalist. Echter, na de Julirevolutie (1830) sloot hij zich aan bij de orléanisten, de aanhangers van Lodewijk Filips van Orléans, de nieuwe Franse koning. Koning Lodewijk Filips benoemde hem tot maarschalk-generaal van Frankrijk, de hoogste Franse militaire rang in die dagen. Slechts vijf Franse militairen voor hem voerden die rang.
Van 1830 tot 1834 en van 1840 tot 1847 was hij opnieuw minister van Oorlog. In 1838 woonde hij als bijzonder ambassadeur de kroning van koningin Victoria bij. Soult was in totaal driemaal premier, van 11 oktober 1832 tot 18 juli 1834, van 12 mei 1839 tot 1 maart 1840 (tevens minister van Buitenlandse Zaken) en van 29 oktober 1840 tot 19 september 1847. Hij was de langstzittende minister-president tijdens de Julimonarchie en zijn laatste ambtstermijn als premier was de langstaaneengesloten.
Na de revolutie van 1848 waarbij koning Lodewijk Filips ten val kwam en de Tweede Franse Republiek verklaarde hij zichzelf republikein. Hij stierf op 26 november 1851 in zijn kasteel in zijn geboorteplaats.

## Familie
Zijn zoon Hector Napoleon Soult, hertog van Dalmatië, (1801-1857) diende tijdens de Restauratie in de generale staf en was later diplomaat. Hij was Frans gezant in Nederland en later in Turijn. Na de val van koning Lodewijk Filips werd hij een fel orléanist.
Zijn broer, Pierre Benoît Soult (1770-1843) was een luitenant-generaal in het Franse leger en diende zowel onder Franse Republiek als het keizerrijk.

## Trivia
- Zijn geboorteplaats Saint-Amans-la-Bastide werd in 1851 naar hem vernoemd Saint-Amans-Soult.